# سیل، منچستر بزرگ
سیل، منچستر بزرگ (به انگلیسی: Sale) شهری در منطقهٔ منچستر-لیورپول کشور انگلستان است که این کشور خود بخشی از بریتانیا محسوب می‌شود. این شهر در سال ۱۹۹۱ میلادی ۵۶٫۰۵۲ نفر جمعیت داشته و در سرشماری سال ۲۰۰۱ جمعیت آن به ۵۵٫۲۳۴ نفر رسیده‌است. میزان رشد سالانهٔ جمعیت سیل، منچستر بزرگ ‎-۰٫۱۸ درصد می‌باشد و جمعیت این شهر در سال ۲۰۱۲ به ۵۴٫۱۳۰ نفر تغییر یافت.